# Hamatastus conspectus
Hamatastus conspectus là một loài bọ cánh cứng trong họ Cerambycidae.